# Hermann Csillag
Hermann Csillag, eigentlich Ármin Csillag (* 1852 in Bakony-Telek bei Veszprém, Königreich Ungarn; † nach Juni 1922 vermutlich in Wien) war ein ungarischer Geiger und einer der Lehrer und Förderer von Jean Sibelius.

## Leben
Csillag bekam 1863 Unterricht von Károly Huber und 1864 von Dávid Ridley-Kohne. Danach ging er zu Joseph Böhm nach Wien. Dort studierte er am Wiener Konservatorium bei Jakob Grün und Joseph Hellmesberger senior. Anschließend war er sechs Jahre Mitglied des Wiener Hofopernorchesters. Später lebte er vorübergehend in Baden-Baden und ging dann nach Düsseldorf, wo er Konzertmeister im Allgemeinen Musikverein wurde. Während seiner Zeit dort gab er, veranstaltet durch den Beethoven-Verein, ein viel beachtetes Konzert in Bonn, bei dem er unter anderem das Violinkonzert Nr. 11 in G-Dur von Louis Spohr zur Aufführung brachte. Weitere Stationen waren Hamburg und ab 1876 Rotterdam, wo er noch 1882 nachweisbar ist.
Ab Herbst 1887 unterrichtete er am Musikinstitut in Helsinki den jungen Jean Sibelius, an dem 1888 bis 1890 auch Ferruccio Busoni tätig war, der Sibelius gleichfalls förderte. Am 13. April 1889 spielte Csillag zusammen mit den Musikern Karl Fredrik Wasenius und Wilhelm Renck bei der Uraufführung der Suite in A-Dur für Violine, Viola und Cello von Sibelius am Musikinstitut in Helsinki. Es folgte am 29. Mai dann die erste Aufführung von Sibelius’ Streichquartett in a-Moll mit denselben Musikern, ergänzt um Wilhelm Santé (2. Violine). Sibelius beschrieb Csillag als einen erstklassigen Geiger sowie ausgezeichneten Lehrer.
Zuletzt lebte Csillag in Wien, wo er vermutlich auch starb.